# Налоговая система Венгрии
Налоговая система Венгрии предусматривает взимание налогов федеральным правительством и местными властями. Налоговые поступления в казну Венгрии составляют 39,3% от ВВП. Наиболее важные источники доходов — это подоходный налог, социальная защита, налог на прибыль и налог на добавленную стоимость, взимаемые на федеральном уровне. Доля региональных налогов составляет 5% при среднем показателе по ЕС в 30%.

## История
Налогообложение в Венгрии менялось в каждый исторический период. Во время османского владычества в центре Венгрии местные власти собирали с немусульманского населения — зимми — особый налог, от которого были освобождены мусульмане. Во время владычества Австро-Венгрии налоги взимались австрийскими властями, хотя затем Венгрия получила право собирать свои налоги по итогам заключённого в 1867 году соглашения с Габсбургами. В 1988 году во время реформ Яноша Кадара в Венгерской Народной Республике была введена всеобъемлющая система налогообложения, делившаяся на центральные и региональные налоги, в том числе личный подоходный налог, налог на прибыль и налог на добавленную стоимость.

## Текущая структура
Ставка подоходного налога в Венгрии составляет 15%. Налоговое пособие включается в семейное пособие, равняющееся пособию, умножаемому на число воспитываемых в семье детей. Для первого ребёнка пособие составляет 66670 форинтов, на второго ребёнка — 100 тысяч форинтов, при трёх и более детей — 220 тысяч форинтов за каждого ребёнка. Размер налогового пособия может быть разделён между супругами. 
В 2021 году Венгрия предоставляет льготы по подоходному налогу для лиц младше 25 лет 
Ставка НДС в Венгрии составляет 27% и с 1 января 2012 года является самой высокой в Европе. Ставка снижена на 5% для предприятий, продающих лекарства и некоторые продовольственные товары. Ставка НДС 18% применяется в отношении интернет-провайдеров, ресторанов, службам кейтеринга, магазинам молочных и хлебобулочных продуктов, гостиницам и при организации краткосрочных мероприятиях под открытым небом.
С января 2017 года в связи с новым законодательством ставка налога на прибыль составляет 9%, что является самым низким показателем в Евросоюзе. Дивиденды не облагаются налогом, если они не были получены от контролируемой иностранной компании. Прирост капитала включается в налог на прибыль с некоторыми исключениями.
Трудовой доход зависит от взносов на социальное страхование, для работодателя — по фиксированной ставке 22%. Также работодатели платят ещё 1,5% в фонд обучения. Прирост капитала облагается налогами по фиксированной ставке в 15%.